# XII съезд КПК
XII съезд Коммунистической партии Китая проходил 1–11 сентября 1982 года в Пекине. На съезде присутствовало 1600 делегатов и 149 кандидатов в делегаты при численности КПК на тот момент 39,65 млн человек.

## Обсуждаемые вопросы
- Отчётный доклад ЦК КПК (Ху Яобан).
- Обсуждение вопроса о смене поколений в руководстве (Е Цзяньин и Чэнь Юнь).
- Выступление Дэн Сяопина с программной речью о построении социализма с китайской спецификой.
- Принятие нового Устава КПК.
- Выборы руководящих органов: Центрального Комитета КПК, Центральной комиссии советников и Центральной комиссии по проверке дисциплины.

## Последствия
На съезде Дэн Сяопин целью партии провозгласил очищение социалистической системы от тех пороков, которые были присущи ей в эпохе правления Мао Цзэдуна. Он резко выступил против тех, кто требовал до основания сломать существующую систему и перестроить страну по западному образцу и предлагал её преобразование в новосоциалистическую с учётом национальной специфики, экономических, культурных и социальных условий страны.
Съезд окончательно осудил период Культурной революции. В ходе изменений в Уставе был упразднён пост Председателя ЦК КПК.
В состав избранного ЦК КПК вошли 210 членов и 138 кандидатов в члены. Пленум ЦК на своём первом заседании избрал Ху Яобана Генеральным секретарём ЦК КПК, также он, Е Цзяньин, Дэн Сяопин, Чжао Цзыян, Ли Сяньнянь и Чэнь Юнь стали членами Постоянного комитета Политбюро ЦК КПК, Дэн Сяопин остался Председателем Военного Совета ЦК КПК. Его же, Дэн Сяопина, избрали Председателем Центральной комиссии советников, а Чэнь Юнь стал первым секретарём Центральной комиссии по проверке дисциплины.